# Octávio Muniz
Octávio Muniz, também chamado de Tatá Muniz (São Paulo, 7 de abril de 1964), é um jornalista esportivo e radialista brasileiro.

## Biografia
Começou sua carreira muito jovem na rádio Piratininga de São João da Boa Vista como repórter esportivo. Na mesma cidade trabalhou ainda na Mirante FM.
Em 1984, por convite de Mário Garcia, transferiu-se para São Paulo onde trabalhou na Equipe Positiva, na Rádio Tupi (antiga Difusora do Brasil).
Em 1986, foi chamado por Pedro Luiz Paoliello para integrar a equipe da Rádio Gazeta com Luís Roberto de Múcio, Paulo Roberto Martins, Osvaldo Pascoal, Ângelo Ananias, Wanderley Ribeiro, Osvaldo Luís e tantos outros. No AM 890 foi, além de repórter, coordenador substituto, nas férias de Luis Roberto.
Em 1987, foi convidado por Darcy Reis para se juntar ao "Escrete do Rádio" da Rádio Bandeirantes. Lá trabalhou ao lado de figuras como Fiori Gigliotti, Éder Luiz, Dalmo Pessoa, Flávio Adauto, Luís Augusto Maltoni, Dirceu Maravilha, Ênio Rodrigues, Tony José e outros. Após o Pan-Americano de Indianápolis, a Olimpíada de Seul de 1988, a Copa América de 1989 e da Copa da Itália de 1990, transferiu-se para a TV Bandeirantes onde, com Luciano do Valle, Juarez Soares, Elia Júnior, José Luiz Datena, Ely Coimbra e outros, formou a maior equipe esportiva da TV brasileira de todos os tempos - época de ouro do Show do Esporte. Pela Band, fez a Copa dos EUA de 1994 e a Olimpíada de Atlanta de 1996. Na Band foi também Chefe de Reportagem. Muniz deixou a TV Bandeirantes em 01/1997 depois de várias conquistas, inclusive o Troféu Ford-ACEESP, de melhor repórter esportivo do ano de 1995.
Em 1998, Muniz atuou na TV Goiânia (afiliada da Band em Goiás) e depois integrou o elenco da recém fundada Rádio K de Goiânia (hoje Rádio 730)  No ano seguinte, Muniz foi convidado por Luciano do Valle, para dirigir a TV Pernambuco, atual TV Guararapes - canal 9 de Recife. Lá transformou-se em narrador e ficou até 2000 quando mudou-se para a PSN. Na sequência, foi para a DirecTV USA (Canal 339 para o Brasil).Passou também pela Sky Sports no Brasil.
Em 2003, resolve seguir carreira solo e fundar seu próprio canal esportivo de TV por assinatura, o National Sports Channel, exclusivamente dedicado a esportes disputados no Brasil e com atletas brasileiros. Em 2004, mostrou para todo o país a Paraolimpíada de Atenas, sendo o primeiro canal esportivo a transmitir os jogos paraolímpicos desta forma. Já em 2006, fez do National Sports Channel o primeiro canal a transmitir seu sinal ao vivo, via internet e gratuitamente para todos os assinantes. O canal também foi o primeiro a ter sinal de áudio e vídeo no celular, experimentalmente lá em 2006, em parceria com a Ericsson e a Responsfabrikken (Dinamarca).  
Em 2010, Muniz é convidado para dirigir a RaceTV. Após um ano na emissora, segue para a RedeTV! para ser um dos seus narradores esportivos.
Em 2012, é contratado para narrar a Olimpíada de Londres pela Record. Na emissora, narrou também os Jogos Pan-Americanos de Toronto em 2015 e Lima em 2019, além da Olimpíada do Rio de Janeiro em 2016. 
Muniz também atuou pelas rádios Difusora do Brasil, América, Kiss FM, Tropical FM, Capital, Atual, Nova FM, Jornal de São Paulo, Jornal e Sucesso FM de Goiânia, além da Rádio Clube de Pernambuco. Executou funções também na UNITV, PlayTV e na Rede Vida. 
Nos últimos 21 anos especializou-se nas narrações de provas de automobilismo e motociclismo tendo lançado na TV, entre outras, as seguintes categorias; Mercedes Benz Challenge, Top Series e Superbike.
Em 2021/2/3, Muniz realiza/ou trabalhos eventuais narrando o Campeonato Mundial de Fórmula Indy, pela ComBrasil TV e CNU (narrou a vitória de Hélio Castroneves nas 500 Milhas de Indianápolis em 2021), também jogos da Copa Libertadores e da Copa Sul-americana pela Conmebol TV, além da Superbike da Espanha, ATP, Nascar, Mundial de Vela e Mundial de Motocross pelo BandSports. Já em 2024, atua como narrador titular das categorias AMG Cup Brasil e Stock Car Pró Series, exclusivamente para o BandSports, além de ter participado das transmissões do Grand Prix Historique de Mônaco, das 24Hs de Le Mans (incluso o Esporte na Band no YT) e o Mundial de SBK.
Octávio é formado em MKT, pós-graduado, com Especialização em Comunicação e Marketing pela ECA-USP e Mestrando pelo Universidade Nova de Lisboa-Portugal. Também desenvolveu o curso de Assessoria e Relações Governamentais para MHYanaze/CEACOM, na modalidade EAD. Desde 1993, divide-se entre a comunicação e o universo político, tendo sido integrante de vários órgãos de governo (estadual e municipal) e do legislativo da cidade de SP. Atualmente é Diretor de Políticas Públicas da CDI - www.cdicom.com.br

### Prêmios (entre outros)
| Ano  | Prêmio                                                                     | Categoria             | Resultado | Ref.  |
| ---- | -------------------------------------------------------------------------- | --------------------- | --------- | ----- |
| 1995 | Troféu ACEESP (Associação dos Cronistas Esportivos do Estado de São Paulo) | Repórter de TV        | Venceu    | [ 2 ] |
| 2011 | Troféu ACEESP (Associação dos Cronistas Esportivos do Estado de São Paulo) | Narrador de TV        | Indicado  | [ 3 ] |
| 2015 | Troféu ACEESP (Associação dos Cronistas Esportivos do Estado de São Paulo) | Apresentador de Rádio | Indicado  | [ 4 ] |

## Vida pessoal
Filho do cronista esportivo Otávio Munis (Taiúva, 8 de novembro de 1922 — São Paulo, 14 de setembro de 1986), sobrinho de Bruno Sobrinho (locutor esportivo da Rádio Bandeirantes nos anos 50) e irmão mais novo de Bruno Filho (ex-CBN João Pessoa-PB).
Casado com a professora e publicitária Christina Wense, tem três filhos: Daniely, Gabriela e Octávio Muniz. 